# Tỉnh (Chile)

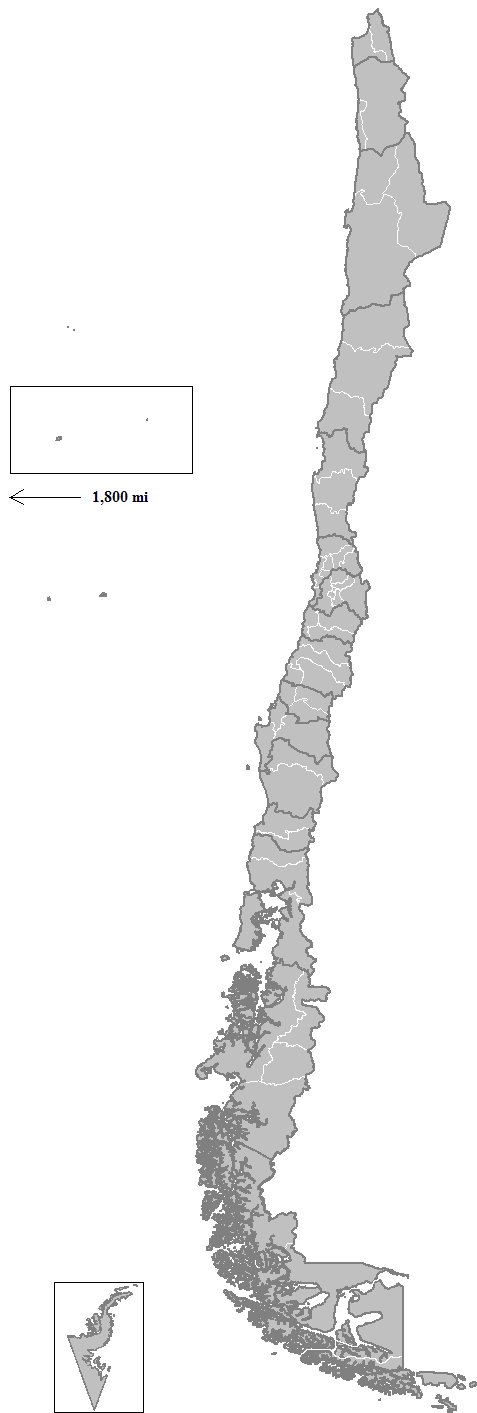
Các tỉnh của Chile

Chile được chia thành 53 tỉnh, nằm trong 15 vùng. Mỗi tỉnh do một thống đốc (gobernador) đứng đầu. Vị thống đốc này do tổng thống bổ nhiệm. Các tỉnh lại được chia ra thành các  commune được một đô thị quản lý.

## Danh sách các tỉnh theo vùng

### VùngXV - Arica and Parinacota Region
- Arica (tỉnh)
- Parinacota (tỉnh)

### VùngI - Tarapacá
- Iquique (tỉnh)
- Tamarugal (tỉnh)

### VùngII - Antofagasta
- Antofagasta (tỉnh)
- El Loa (tỉnh)
- Tocopilla (tỉnh)

### VùngIII - Atacama
- Copiapó (tỉnh)
- Chañaral (tỉnh)
- Huasco (tỉnh)

### VùngIV - Coquimbo
- Elqui (tỉnh)
- Choapa (tỉnh)
- Limarí (tỉnh)

### VùngV - Valparaíso
- Valparaíso (tỉnh)
- Isla de Pascua (tỉnh)
- Los Andes (tỉnh)
- Petorca (tỉnh)
- Quillota (tỉnh)
- San Antonio (tỉnh)
- San Felipe de Aconcagua (tỉnh)

### VùngVI - O'Higgins
- Cachapoal (tỉnh)
- Cardenal Caro (tỉnh)
- Colchagua (tỉnh)

### VùngVII - Maule
- Talca (tỉnh)
- Cauquenes (tỉnh)
- Curicó (tỉnh)
- Linares (tỉnh)

### Vùng Bío-Bío
- Concepción (tỉnh)
- Arauco (tỉnh)
- Biobío (tỉnh)
- Ñuble (tỉnh)

### VùngIX - Araucanía
- Cautín (tỉnh)
- Malleco (tỉnh)

### VùngXIV - Los Ríos
- Valdivia (tỉnh)
- Ranco (tỉnh)

### VùngX - Los Lagos
- Llanquihue (tỉnh)
- Chiloé (tỉnh)
- Osorno (tỉnh)
- Palena (tỉnh)

### VùngXI - Aysén
- Coyhaique (tỉnh)
- Aysén (tỉnh)
- Capitán Prat (tỉnh)
- General Carrera (tỉnh)

### VùngXII - Magallanes y la Antártica Chilena
- Magallanes (tỉnh)
- Antártica Chilena (tỉnh)
- Tierra del Fuego (tỉnh)
- Última Esperanza (tỉnh).

### VùngRM - Vùng đô thị Santiago
- Santiago (tỉnh)
- Cordillera (tỉnh)
- Chacabuco (tỉnh)
- Maipo (tỉnh)
- Melipilla (tỉnh)
- Talagante (tỉnh)